# Derby Bari-Lecce
Il derby di Puglia è l'incontro tra Bari e Lecce, le due società pugliesi che si sono affrontate più volte nella massima divisione calcistica italiana. È un importante evento sportivo della Puglia, molto sentito per la rivalità fra le due tifoserie, in parte corroborata da differenze culturali tra salentini e pugliesi. 
Il primo incontro tra le due squadre si tenne l'8 dicembre 1929 in Serie B a Lecce, dove la squadra di casa si impose sul Bari per 1-0. Negli anni seguenti il derby si giocò per varie volte anche in Serie C, in Coppa Italia e in Serie A, categoria nella quale il primo derby tra le due compagini pugliesi si tenne il 27 ottobre 1985 a Bari e si chiuse con la vittoria per 2-0 della squadra di casa. A titolo statistico, entrambe le squadre disputavano quel campionato da neopromosse, ma mentre per il Bari si trattava di un ritorno in massima serie dopo 15 anni, per il Lecce era l'esordio assoluto nel campionato di vertice.
Da quel lontano 1929 le due compagini si sono affrontate ben 64 volte in gare ufficiali, il Bari annovera attualmente 22 successi contro la formazione salentina, 21 sono invece le vittorie del Lecce.  
Nel campionato di Serie A 2010-2011, dopo dieci anni di assenza, il derby tornò in massima divisione. L'ultimo risale al 15 maggio 2011: il Lecce se lo aggiudicò vincendo a Bari per 0-2,  ma la partita subito dopo venne messa sotto inchiesta giudiziaria per l'autogol del difensore barese Andrea Masiello.

## Calcioscommesse
Alcuni mesi dopo la fine della stagione 2010-2011, alcune gare perse di questa stagione, come gli scontri diretti per la salvezza contro Cesena e Sampdoria e quelle contro Lecce (la gara di ritorno), Palermo, Chievo, Udinese e Bologna, risulteranno truccate per calcioscommesse; quasi tutti i giocatori del Bari verranno indagati e processati, Francesca Mello verrà arrestata per associazione mafiosa e scommesse clandestine. Andrea Masiello, che nel corso dell'istruttoria ammetterà d'aver realizzato volontariamente l'autogoal nel derby contro il Lecce perché corrotto dal presidente dei salentini Andrea Semeraro, verrà arrestato.

## Statistiche
|                       | Gare | Vittorie Bari | Pareggi | Vittorie Lecce | Gol Bari | Gol Lecce |
| --------------------- | ---- | ------------- | ------- | -------------- | -------- | --------- |
| Serie A               | 14   | 5             | 5       | 4              | 16       | 15        |
| Serie B               | 32   | 13            | 7       | 12             | 35       | 30        |
| Serie C               | 12   | 3             | 6       | 3              | 9        | 7         |
| Coppa Italia          | 4    | 1             | 2       | 1              | 2        | 2         |
| Coppa Italia Lega Pro | 2    | 0             | 1       | 1              | 0        | 1         |
| Totale                | 64   | 22            | 21      | 21             | 62       | 55        |

## Elenco dei risultati
| Nº | Data       | Stadio                | Competizione                              | In casa | Risultato | In trasferta | Marcatori Bari                          | Marcatori Lecce                                |
| -- | ---------- | --------------------- | ----------------------------------------- | ------- | --------- | ------------ | --------------------------------------- | ---------------------------------------------- |
| 1  | 08/12/1929 | Campo Achille Starace | Serie B 1929-1930                         | Lecce   | 1 - 0     | Bari         |                                         | 22' Locatelli                                  |
| 2  | 04/05/1930 | Campo degli Sports    | Serie B 1929-1930                         | Bari    | 3 – 0     | Lecce        | 15', 89' Bottaro, 34' Rastelli          |                                                |
| 3  | 23/11/1930 | Campo degli Sports    | Serie B 1930-1931                         | Bari    | 1 – 0     | Lecce        | 82' Gay                                 |                                                |
| 4  | 03/05/1931 | Campo Achille Starace | Serie B 1930-1931                         | Lecce   | 0 – 1     | Bari         | 20' Bottaro                             |                                                |
| 5  | 02/12/1951 | Stadio della Vittoria | Serie C 1951-1952                         | Bari    | 1 - 2     | Lecce        | 36' Meneghetti                          | 42', 83' Bislenghi                             |
| 6  | 06/04/1952 | Stadio Carlo Pranzo   | Serie C 1951-1952                         | Lecce   | 3 - 1     | Bari         | 11' (rig.) Voros                        | 30', 47', 50' Bislenghi                        |
| 7  | 07/11/1954 | Stadio della Vittoria | Serie C 1954-1955                         | Bari    | 0 – 0     | Lecce        |                                         |                                                |
| 8  | 03/04/1955 | Stadio Carlo Pranzo   | Serie C 1954-1955                         | Lecce   | 0 – 3     | Bari         | 15' Filiput, 54', 63' (rig.) Baccalini  |                                                |
| 9  | 14/09/1958 | Stadio Carlo Pranzo   | Coppa Italia 1958-1959                    | Lecce   | 0 – 1     | Bari         | 89' Bredesen                            |                                                |
| 10 | 16/01/1966 | Stadio della Vittoria | Serie C 1965-1966                         | Bari    | 0 – 0     | Lecce        |                                         |                                                |
| 11 | 22/05/1966 | Stadio Carlo Pranzo   | Serie C 1965-1966                         | Lecce   | 1 - 0     | Bari         |                                         | 78' Trevisan                                   |
| 12 | 11/12/1966 | Stadio Via del Mare   | Serie C 1966-1967                         | Lecce   | 0 – 0     | Bari         |                                         |                                                |
| 13 | 04/05/1967 | Campo degli Sports    | Serie C 1966-1967                         | Bari    | 1 – 1     | Lecce        | 29' Mujesan                             | 84' Mellina                                    |
| 14 | 09/10/1974 | Stadio della Vittoria | Coppa Italia Semiprofessionisti 1974-1975 | Bari    | 0 – 0     | Lecce        |                                         |                                                |
| 15 | 03/11/1974 | Stadio della Vittoria | Serie C 1974-1975                         | Bari    | 1 – 0     | Lecce        | 83' Troja                               |                                                |
| 16 | 20/11/1974 | Stadio Via del mare   | Coppa Italia Semiprofessionisti 1974-1975 | Lecce   | 1 - 0     | Bari         |                                         | 71' Montenegro                                 |
| 17 | 30/03/1975 | Stadio Via del mare   | Serie C 1974-1975                         | Lecce   | 0 – 0     | Bari         |                                         |                                                |
| 18 | 12/10/1975 | Stadio Via del mare   | Serie C 1975-1976                         | Lecce   | 0 – 0     | Bari         |                                         |                                                |
| 19 | 29/02/1976 | Stadio della Vittoria | Serie C 1975-1976                         | Bari    | 2 – 0     | Lecce        | 16' Bergamo, 69' Sciannimanico          |                                                |
| 20 | 21/08/1977 | Stadio Via del mare   | Coppa Italia 1977-1978                    | Lecce   | 1 - 0     | Bari         |                                         | 29' (aut.) Materazzi                           |
| 21 | 06/11/1977 | Stadio Via del mare   | Serie B 1977-1978                         | Lecce   | 1 - 0     | Bari         |                                         | 61' Beccati                                    |
| 22 | 02/04/1978 | Stadio della Vittoria | Serie B 1977-1978                         | Bari    | 0 – 0     | Lecce        |                                         |                                                |
| 23 | 08/10/1978 | Stadio Via del mare   | Serie B 1978-1979                         | Lecce   | 2 - 1     | Bari         | 65' Tivelli                             | 1' Loddi, 64' Biondi                           |
| 24 | 04/03/1979 | Stadio della Vittoria | Serie B 1978-1979                         | Bari    | 2 – 2     | Lecce        | 30' (rig.), 70' (rig.) Manzin           | 20' Magistrelli, 24' Piras                     |
| 25 | 14/10/1979 | Stadio della Vittoria | Serie B 1979-1980                         | Bari    | 1 – 0     | Lecce        | 28' La Torre                            |                                                |
| 26 | 02/03/1980 | Stadio Via del mare   | Serie B 1979-1980                         | Lecce   | 0 – 0     | Bari         |                                         |                                                |
| 27 | 03/09/1980 | Stadio Via del mare   | Coppa Italia 1980-1981                    | Lecce   | 0 – 0     | Bari         |                                         |                                                |
| 28 | 21/09/1980 | Stadio della Vittoria | Serie B 1980-1981                         | Bari    | 3 – 2     | Lecce        | 19' Belluzzi, 29', 31' Iorio            | 1' Magistrelli, 23' Re                         |
| 29 | 15/02/1981 | Stadio Via del mare   | Serie B 1980-1981                         | Lecce   | 1 – 3     | Bari         | 75' Tavarilli, 81', 92' Iorio           | 12' Bresciani                                  |
| 30 | 15/11/1981 | Stadio Via del mare   | Serie B 1981-1982                         | Lecce   | 1 - 0     | Bari         |                                         | 55' (aut.) De Trizio                           |
| 31 | 10/04/1982 | Stadio della Vittoria | Serie B 1981-1982                         | Bari    | 1 – 0     | Lecce        | 74' (aut.) Progna                       |                                                |
| 32 | 03/10/1982 | Stadio della Vittoria | Serie B 1982-1983                         | Bari    | 1 - 2     | Lecce        | 51' Bresciani                           | 70' (aut.) Cuccovillo, 90' Pezzella            |
| 33 | 27/02/1983 | Stadio Via del mare   | Serie B 1982-1983                         | Lecce   | 1 – 1     | Bari         | 39' Armenise                            | 55' Capone                                     |
| 34 | 22/08/1984 | Stadio della Vittoria | Coppa Italia 1984-1985                    | Bari    | 1 – 1     | Lecce        | 5' Sola                                 | 80' Paciocco                                   |
| 35 | 30/09/1984 | Stadio della Vittoria | Serie B 1984-1985                         | Bari    | 2 – 0     | Lecce        | 51' Bivi, 86' Bergossi                  |                                                |
| 36 | 24/02/1985 | Stadio Via del mare   | Serie B 1984-1985                         | Lecce   | 1 - 0     | Bari         |                                         | 85' Rizzo                                      |
| 37 | 27/10/1985 | Stadio della Vittoria | Serie A 1985-1986                         | Bari    | 2 – 0     | Lecce        | 32' Rideout, 80' Bergossi               |                                                |
| 38 | 02/03/1986 | Stadio Via del mare   | Serie A 1985-1986                         | Lecce   | 1 – 1     | Bari         | 10' Piraccini                           | 86' Pasculli                                   |
| 39 | 12/10/1986 | Stadio Via del mare   | Serie B 1986-1987                         | Lecce   | 1 - 0     | Bari         |                                         | 72' Pasculli                                   |
| 40 | 15/03/1987 | Stadio della Vittoria | Serie B 1986-1987                         | Bari    | 2 – 0     | Lecce        | 16' Bivi, 90' Forte                     |                                                |
| 41 | 20/12/1987 | Stadio della Vittoria | Serie B 1987-1988                         | Bari    | 2 – 0     | Lecce        | 49' De Trizio, 67' Maiellaro            |                                                |
| 42 | 22/05/1988 | Stadio Via del mare   | Serie B 1987-1988                         | Lecce   | 1 - 0     | Bari         |                                         | 23' Barbas                                     |
| 43 | 22/10/1989 | Stadio Via del mare   | Serie A 1989-1990                         | Lecce   | 1 – 1     | Bari         | 77' Loseto                              | 45' Virdis                                     |
| 44 | 25/02/1990 | Stadio della Vittoria | Serie A 1989-1990                         | Bari    | 0 - 1     | Lecce        |                                         | 22' Vincze                                     |
| 45 | 30/12/1990 | Stadio Via del mare   | Serie A 1990-1991                         | Lecce   | 1 – 1     | Bari         | 87' Soda                                | 34' Morello                                    |
| 46 | 05/05/1991 | Stadio San Nicola     | Serie A 1990-1991                         | Bari    | 1 – 1     | Lecce        | 84' Soda                                | 86' Pasculli                                   |
| 47 | 25/10/1992 | Stadio San Nicola     | Serie B 1992-1993                         | Bari    | 0 - 1     | Lecce        |                                         | 42' (rig.) Ceramicola                          |
| 48 | 21/03/1993 | Stadio Via del mare   | Serie B 1992-1993                         | Lecce   | 2 - 1     | Bari         | 8' Jarni                                | 18' Ceramicola, 88' Melchiori                  |
| 49 | 03/11/1996 | Stadio Via del mare   | Serie B 1996-1997                         | Lecce   | 1 – 1     | Bari         | 79' Ventola                             | 54' Casale                                     |
| 50 | 05/04/1997 | Stadio San Nicola     | Serie B 1996-1997                         | Bari    | 2 – 1     | Lecce        | 26' (rig.), 74' Ingesson                | 57' Servidei                                   |
| 51 | 05/10/1997 | Stadio Via del mare   | Serie A 1997-1998                         | Lecce   | 0 – 1     | Bari         | 66' (rig.) Ingesson                     |                                                |
| 52 | 22/02/1998 | Stadio San Nicola     | Serie A 1997-1998                         | Bari    | 2 – 2     | Lecce        | 39' De Ascentis, 43' (rig.) Ingesson    | 74' Iannuzzi, 91' Rossi                        |
| 53 | 11/12/1999 | Stadio Via del mare   | Serie A 1999-2000                         | Lecce   | 1 - 0     | Bari         |                                         | 63' Conticchio                                 |
| 54 | 16/04/2000 | Stadio San Nicola     | Serie A 1999-2000                         | Bari    | 3 – 1     | Lecce        | 4' Spinesi, 12' Osmanovski, 33' Cassano | 78' (rig.) Sesa                                |
| 55 | 19/11/2000 | Stadio Via del mare   | Serie A 2000-2001                         | Lecce   | 2 - 0     | Bari         |                                         | 23', 73' (rig.) Lucarelli                      |
| 56 | 31/03/2001 | Stadio San Nicola     | Serie A 2000-2001                         | Bari    | 3 – 2     | Lecce        | 36', 50' (rig.) Andersson, 92' Poggi    | 16', 44' Vugrinec                              |
| 57 | 13/10/2002 | Stadio San Nicola     | Serie B 2002-2003                         | Bari    | 1 – 1     | Lecce        | 89' Anaclerio                           | 86' Chevanton                                  |
| 58 | 16/03/2003 | Stadio Via del mare   | Serie B 2002-2003                         | Lecce   | 1 - 0     | Bari         |                                         | 50' Camorani                                   |
| 59 | 16/12/2006 | Stadio Via del mare   | Serie B 2006-2007                         | Lecce   | 1 – 3     | Bari         | 10' Carrus, 31' Ganci, 65' Santoruvo    | 52' (rig.) Diamoutene                          |
| 60 | 05/05/2007 | Stadio San Nicola     | Serie B 2006-2007                         | Bari    | 1 – 1     | Lecce        | 36' Santoruvo                           | 9' Zanchetta                                   |
| 61 | 22/12/2007 | Stadio San Nicola     | Serie B 2007-2008                         | Bari    | 0 - 4     | Lecce        |                                         | 35', 59' Abbruscato, 46' Tiribocchi, 87' Tulli |
| 62 | 17/05/2008 | Stadio Via del mare   | Serie B 2007-2008                         | Lecce   | 1 – 2     | Bari         | 53' (rig.) Bonanni, 57' Cavalli         | 85' Corvia                                     |
| 63 | 06/01/2011 | Stadio Via del mare   | Serie A 2010-2011                         | Lecce   | 0 – 1     | Bari         | 77' Okaka                               |                                                |
| 64 | 15/05/2011 | Stadio San Nicola     | Serie A 2010-2011                         | Bari    | 0 - 2     | Lecce        |                                         | 52' Jeda, 81' (aut.) Masiello                  |